# Piave Malanotte

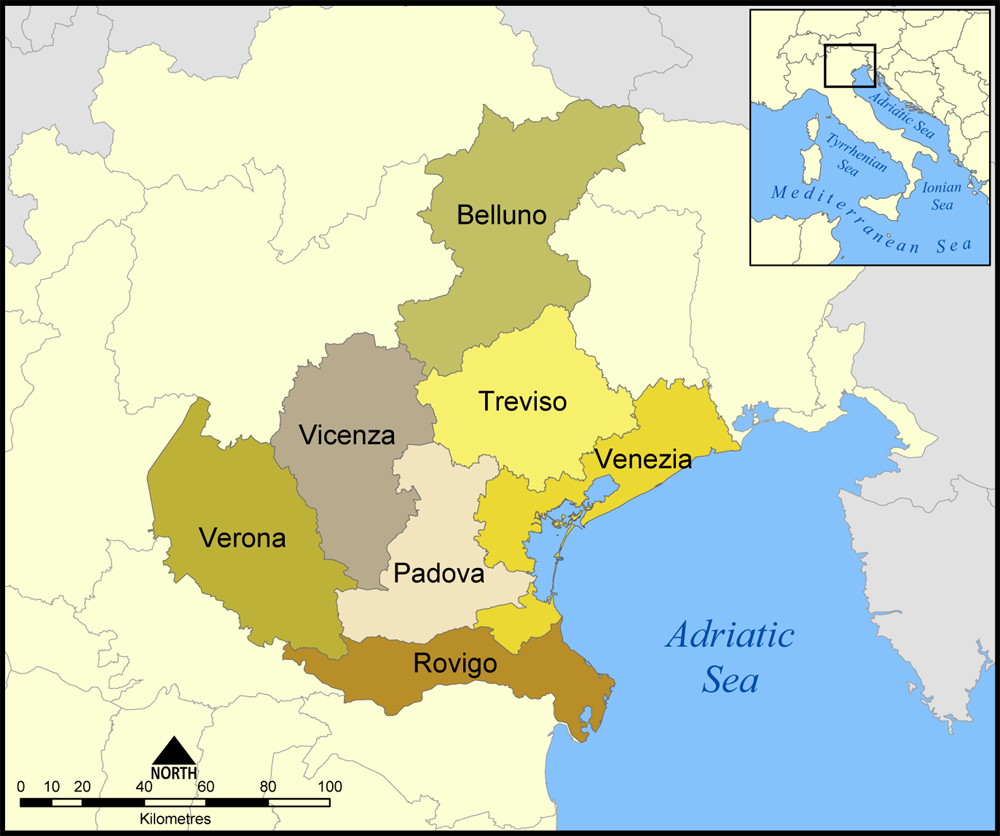
Die Provinzen der Region Venetien

Der Piave Malanotte (oder Malanotte del Piave) ist ein Rotwein aus der norditalienischen Region Venetien. Das Anbaugebiet liegt in der venezianischen Ebene auf beiden Seiten des Flusses Piave, auf dem Gebiet der Provinzen Treviso und Venedig. Der Piave Malanotte ist ein Wein, der zu einem Teil aus angetrockneten Trauben produziert wird und ähnelt somit, hinsichtlich seiner Herstellung, den Weinen Ripasso della Valpolicella und  Chianti Governo all'uso toscano. Die „kontrollierte Herkunftsbezeichnung“ (Denominazione di Origine Controllata e Garantita – DOCG) erhielt der Wein im Jahr 2011, sie wurde zuletzt am 7. März 2014 aktualisiert. Die Denomination erhielt ihren Namen von dem mittelalterlichen Weiler Borgo Malanotte im Ortsteil Tezze di Piave der Gemeinde Vazzola. Ähnlich produzierte Weine wurden vorher als Piave Raboso Superiore vermarktet.

## Geschichte
Der Weinbau lässt sich in der venezianischen Ebene schon in vorchristlicher Zeit nachweisen und gehört traditionell zur landwirtschaftlichen Kultur dieses Gebietes. Zu relativem Wohlstand gelangte die Region, als sie unter direktem Einfluss der Republik Venedig stand und die finanziellen Mittel des Stadtstaates auch in die Landwirtschaft des umliegenden Festlandes investiert wurden. Der Niedergang der Republik Venedig und klimatische Veränderungen führten im 18. Jahrhundert zum wirtschaftlichen Abstieg der Region. Anfang des 19. Jahrhunderts schädigte die Reblausplage die Weinberge, was in der Folge zu vermehrten Anstrengungen führte, den Weinbau zu modernisieren. Aus diesem Umstand lässt sich auch der Anbau zahlreicher französischer Rebsorten wie Carménère, Cabernet Sauvignon oder Cabernet Franc erklären. Der Raboso war traditionell ein einfacher Landwein oder ein Verschnittpartner für andere Weine und wurde zu diesem Zweck  in viele Weinbaugebiete Italiens exportiert. Die aus seinen Trauben produzierten Weine – sein Name kommt von rabioso (ital. wütend) – verfügen über sehr hohe Gehalte an Farbstoffen, Tanninen und Säure. Um den „widerspenstigen“ Charakter dieser Weine etwas zu zähmen, wurde die Methode des Antrocknens für einen Teil der Trauben in das Reglement für den Piave Malanotte eingeführt. Durch dieses Appassimento genannte Verfahren wird der Wein voller, alkoholreicher und weist ein runderes, weicheres Geschmacksbild auf. Traditionell wurde im Piavegebiet aus angetrockneten Trauben lediglich ein Passito (siehe Strohwein), also ein Dessertwein, hergestellt. Der kommerzielle Erfolg der ebenfalls aus dem Veneto stammenden Weine Amarone della Valpolicella und Ripasso della Valpolicella war ein ausschlaggebender Faktor für die Gründung der Denomination Piave Malanotte.

## Anbaugebiet
Das Gebiet des Piave Malanotte überschneidet sich mit der Anbauzone des Prosecco DOC und umfasst die folgenden Gemeindegebiete (ganz oder teilweise):
- in der Provinz Treviso: Arcade, Breda di Piave, Carbonera, Casale sul Sile, Casier, Cessalto, Chiarano, Cimadolmo, Codognè, Colle Umberto, Conegliano, Cordignano, Fontanelle, Gaiarine, Giavera del Montello, Godega Sant’Urbano, Gorgo al Monticano, Mareno di Piave, Maserada sul Piave, Mansuè, Mogliano Veneto, Monastier di Treviso, Montebelluna, Motta di Livenza, Nervesa della Battaglia, Oderzo, Ormelle, Orsago, Paese, Ponte di Piave, Ponzano Veneto, Portobuffolé, Povegliano, Preganziol, Roncade, Salgareda, San Biagio di Callalta, San Fior, San Polo di Piave, San Vendemiano, Santa Lucia di Piave, Silea, Spresiano, Susegana, Trevignano, Vazzola, Villorba, Vittorio Veneto, Volpago del Montello, Zenson di Piave.
- in der Provinz Venedig: Ceggia, Fossalta di Piave, Eraclea, Jesolo, Marcon, Meolo, Musile di Piave, Noventa di Piave, Quarto d’Altino, San Donà di Piave,  Torre di Mosto, Venedig.

## Erzeugung
Die Denomination schreibt folgende Rebsorten vor:
- Rebsorten: Raboso Piave mind. 70 %, Raboso Veronese höchstens 30 %. Raboso Veronese kann bis zu 5 % durch andere in den Provinzen Treviso und Venedig zugelassene Rebsorten ersetzt werden.
- Vinifikation: Zwischen 15 und 30 % des Traubenmaterials werden angetrocknet, bevor sie vinifiziert werden.
- Hektarhöchstertrag: 12 Tonnen Trauben/Hektar, 65 Liter Wein auf hundert Kilo Trauben (traditionelle Verarbeitung), 40 Liter Wein auf hundert Kilo Trauben (Appassimento-Verfahren).
- Reifezeit: mind. 3 Jahre, davon mind. eines im Holzfass.

## Beschreibung
Laut Denomination (Auszug):
- Farbe: rubinrot, mit violetten  Reflexen im Alter
- Geruch: typisch, nach Kirschen und Gewürzen
- Geschmack: herb, wohlschmeckend, charakteristisch
- Alkoholgehalt: mindestens 12,5 % Vol.
- Säuregehalt: mind. 5,5 g/l
- Trockenextrakt: mind. 26,0 g/l
- Restzucker: höchstens 8,0 g/l